# Honey Pie
«Honey Pie» (de l'anglès, "Pastís de Mel") és una cançó del grup britànic The Beatles, del seu àlbum de 1968 The Beatles (conegut com a The White Album). Tot i que està acreditada a Lennon-McCartney, va ser composta íntegrament per Paul McCartney. Malgrat la similitud del títol, la cançó no està relacionada amb «Wild Honey Pie», una altra cançó prèvia de l'àlbum.

## Origen
La situació social de la zona on es van formar els Beatles no era gaire bona, sobretot durant la infantesa dels seus components, ja que Anglaterra sortia d'una depressió de guerra que no permetia que els habitants de Liverpool tinguessin accés fàcilment a un nivell de vida de classe mitjana; les distraccions que es podien permetre segons els seus ingressos eren poques i més que res s'orientaven cap a la música interpretada en reunions familiars, les cançons que es cantaven solien ser velles cançons de la Primera Guerra Mundial o dels anys 20.
McCartney va adquirir llavors un gust per les melodies d'aquest tipus, al punt que no perdia oportunitat per recordar-les o per compondre-les; la nostàlgia que omplia les reunions familiars d'aquells temps es mostra perfectament en aquesta cançó.

## Lletra
La cançó és un homenatge directe a l'estil de música britànica music hall. La cançó tracta en la seva majoria la història d'una actriu, coneguda per l'hipocorístic «Honey Pie», que es fa famosa als Estats Units, i el seu antic amant, que desitja reunir-se amb ell a Anglaterra. La cançó va ser dedicada a la seva núvia Linda Eastman.

## Gravació
The Beatles van començar a gravar «Honey Pie» l'1 d'octubre de 1968, als Trident Studios a la Wardour Street de Londres.
Només se sap d'una presa gravada aquell primer dia, encara que és probable que un nombre major d'intents fossin gravats. L'endemà, McCartney va gravar la seva veu, i una part de la guitarra va ser afegida. Segons George Harrison, John Lennon tocava el solo de guitarra.

## Personal
- Paul McCartney: Piano (Bechstein Grand) i veu
- John Lennon: Guitarra elèctrica (Epiphone Casino)
- George Harrison: Guitarra baríton (Fender Bass VI)
- Ringo Starr: Bateria (Ludwig Super Classic)
- Dennis Walton: Saxo
- Ronald Chamberlain: Saxo
- Jim Chester: Saxo
- Rex Morris: Saxo
- Harry Klein: Saxo
- Raymond Newman: Clarinet
- David Smith: Clarinet[2]